# Якубаніс Генріх Іванович
Генріх Іванович (Роман) Якубаніс (Henryk Roman Jakubanis) (* 1879 — † 1949, Люблін) — дослідник античної філософії.

## Біографія
Походить з польсько-литовської родини. Закінчив 1903 року Київський університет, історико-філологічний факультет  — учень професора О. Гілярова, з 1908 працює в університеті приват-доцентом, викладає естетику й історію філософії, одночасно викладав логіку на вечірніх жіночих курсах Аделаїди Жекуліної — з 1916.
Професорський стипендіат провів у закордонному відрядженні, відвідавши чимало європейських університетів та бібліотек. Читає спецкурси за творами Платона — «Бенкет» та Арістотеля — «Метафізика», бездоганно володів давньогрецькою.
В 1916–1918 роках — викладач у Польському університетському колегіумі. В січні 1922 емігрував до Польщі. Працював професором Люблінського католицького університету. Переклав всі відомі на той час твори Емпедокла, вперше опубліковано в 1906, перевидавався багаторазово, у тому числі під редакцією М. Л. Гаспарова.
У листопаді 1939 заарештований нацистською владою, через півроку звільнений.
Помер у Любліні.
Серед його праць:
- «Відлуння платонізму в ліриці Шиллера» (1904),
- «Значення стародавньої філософії для сучасного світорозуміння» (1910),
- «Оцінка силогізму в найголовніші моменти його історії», (1910).